# Mont-de-Galié
Mont-de-Galié is een gemeente in het Franse departement Haute-Garonne (regio Occitanie) en telt 39 inwoners (2009). De plaats maakt deel uit van het arrondissement Saint-Gaudens.

## Geografie
De oppervlakte van Mont-de-Galié bedraagt 2,4 km², de bevolkingsdichtheid is dus 16,3 inwoners per km².
De onderstaande kaart toont de ligging van Mont-de-Galié met de belangrijkste infrastructuur en aangrenzende gemeenten.

## Demografie
Onderstaande figuur toont het verloop van het inwonertal (bron: INSEE-tellingen).